# Noreia

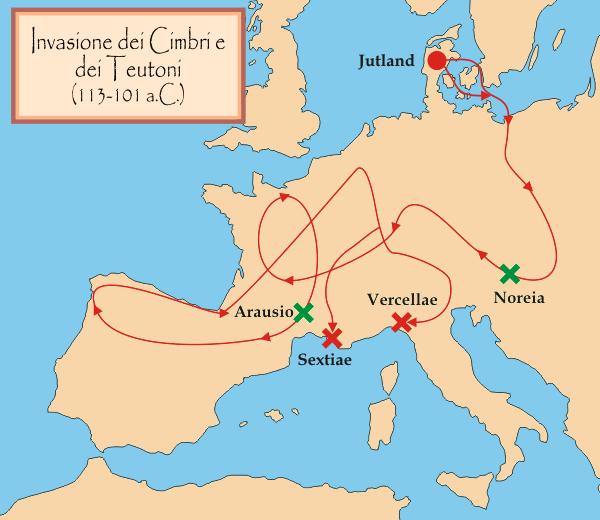
La migration des Cimbres et des Teutons, avec localisation de Noreia.

Noreia est une cité antique des Alpes orientales, le plus probablement située dans le sud de l'Autriche actuelle, peut-être près de Neumarkt in Steiermark. Bien qu'elle soit connue pour avoir été la capitale de l'ancien royaume celtique de Norique, la localisation de Noreia n'a pas été établie par les chercheurs modernes. De nombreuses hypothèses ont été formulées. Il est possible d'ailleurs que plusieurs villes aient porté ce nom, qui serait une sorte de générique pour signifier ville du Norique.
Une bataille entre Romains et Germains eut lieu près de cette cité en 113 av J.-C. ; les Romains subirent une lourde défaite : la bataille de Noreia.